# Legislatura de la provincia de Córdoba

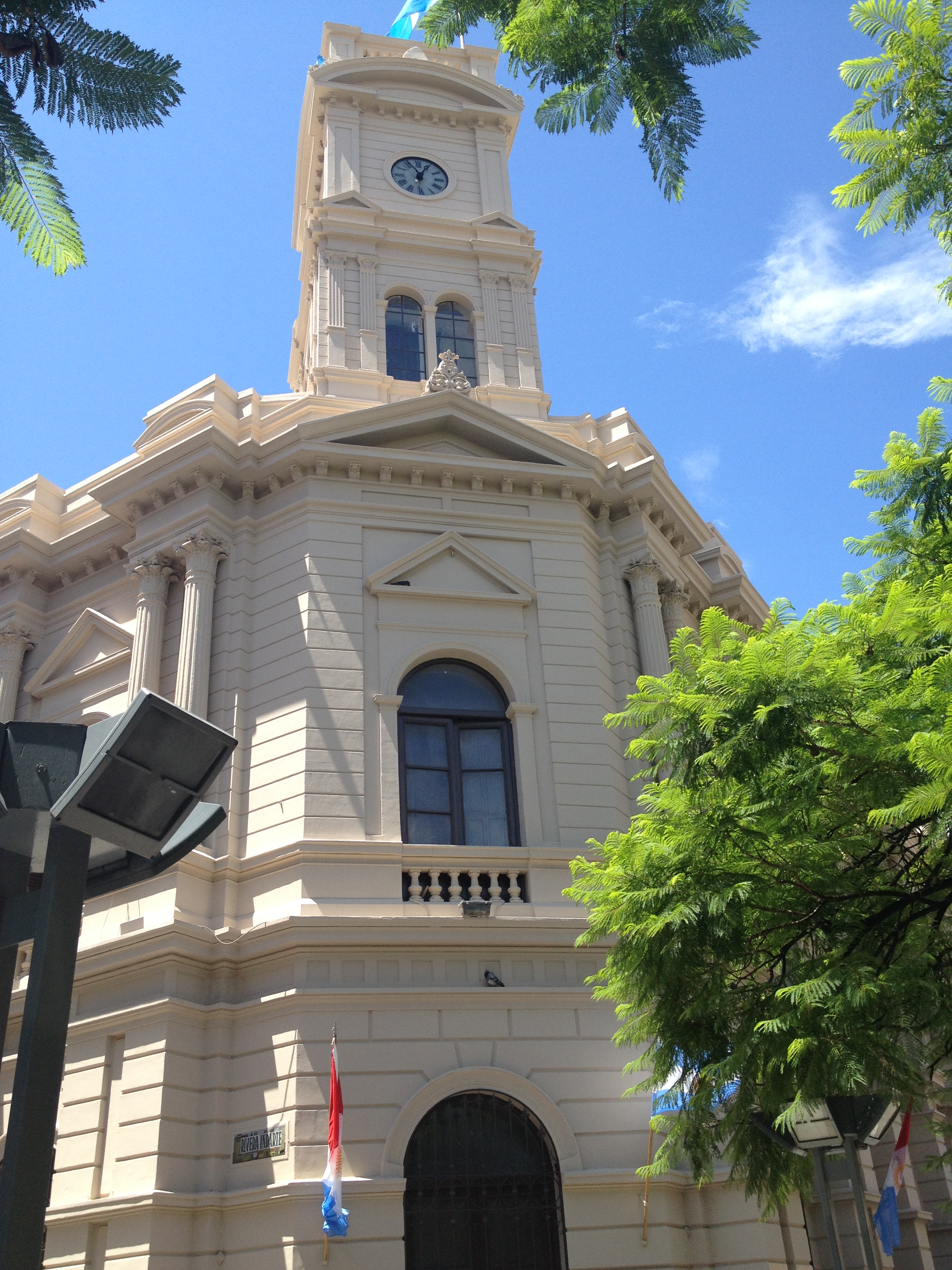
Edificio de la Legislatura usado hasta 2019.

La Legislatura de la Provincia de Córdoba tiene su asiento en la ciudad homónima.
Fue creada el 14 de septiembre de 2001 con la modificación de la constitución provincial, remplazando a la Cámara de Diputados y a la Cámara de Senadores.
Tiene su origen constitucional en la Segunda parte, Título primero, Sección primera, Capítulo primero de la Constitución. Es presidida por el vicegobernador de la provincia.

## Duración
En orden al artículo 83 los legisladores duran cuatro años en sus funciones y son reelegibles. La Legislatura se constituye por sí misma.
Los legisladores inician y concluyen sus mandatos en la misma oportunidad que el Poder Ejecutivo.

## Integración
En orden al artículo 78, la legislatura se integra de la siguiente forma:
1. Por veintiséis legisladores elegidos directamente por el pueblo, a pluralidad de sufragios y a razón de uno por cada uno de los departamentos en que se divide la provincia, considerando a estos como distrito único.
2. Por cuarenta y cuatro legisladores elegidos directa y proporcionalmente por el pueblo, tomando a toda la provincia como distrito único.

La distribución de estas bancas se efectúa de la siguiente manera:
- a) El total de los votos obtenidos por cada una de las listas se divide por uno, por dos, por tres y así sucesivamente hasta llegar al número total de las bancas a cubrir.

- b) Los cocientes resultantes, con independencia de la lista de la que provengan, se ordenan de mayor a menor hasta llegar al número cuarenta y cuatro.

- c) Si hubiere dos o más cocientes iguales, se los ordena en relación directa con el total de los votos obtenidos por las listas respectivas, y si estas hubiesen logrado igual número de votos, el ordenamiento definitivo de los cocientes empatados resulta de un sorteo que a tal fin debe practicar el Juzgado Electoral.

- d) A cada lista le corresponden tantas bancas como veces sus cocientes figuren en el ordenamiento de las cuarenta y cuatro bancas. Para esta lista de candidatos a legisladores de distrito único se establece el voto de preferencia, conforme a la ley que reglamente su ejercicio.[4]

## Requisitos
En orden al artículo 8,2 para ser legislador se requiere:
1. Haber cumplido la edad de dieciocho años al momento de su incorporación.
2. Tener ciudadanía en ejercicio con una antigüedad mínima de cinco años, para los naturalizados.
3. Tener residencia en la Provincia en forma inmediata y continua durante los dos años anteriores a su elección. A tales efectos no causa interrupción la ausencia motivada por el ejercicio de funciones políticas o técnicas al servicio del Gobierno Federal o de la Provincia.

Los legisladores de los departamentos deben ser oriundos o tener una residencia no menor a tres años en los mismos.

## Composición actual (2023-2027)
| Distrito           | Legislador                         | Bloque | Bloque                                            |
| ------------------ | ---------------------------------- | ------ | ------------------------------------------------- |
| Calamuchita        | Mauricio Sebastián Jaimes          |        | Unión Cívica Radical                              |
| Capital            | Silvina Dolores Jurich             |        | Hacemos Unidos por Córdoba                        |
| Colón              | Luciana María Presas               |        | Hacemos Unidos por Córdoba                        |
| Cruz del Eje       | Fernando Javier Luna               |        | Unión Cívica Radical                              |
| General Roca       | Oscar Elías Mario Saliba           |        | Unión Cívica Radical                              |
| General San Martín | Alfredo Mariano Nigro              |        | Unión Cívica Radical                              |
| Ischilín           | Raúl Alberto Figueroa              |        | Hacemos Unidos por Córdoba                        |
| Juárez Celman      | Graciela María Bisotto             |        | Unión Cívica Radical                              |
| Marcos Juárez      | Carlos Atilio Carignano            |        | Unión Cívica Radical                              |
| Minas              | Cristian Adrián Frías              |        | Hacemos Unidos por Córdoba                        |
| Pocho              | Jorge Edberto Heredia              |        | Hacemos Unidos por Córdoba                        |
| Punilla            | Walter Oscar Gispert               |        | Frente Cívico de Córdoba                          |
| Río Cuarto         | Ariel Denis Grich                  |        | Unión Cívica Radical                              |
| Río Primero        | Juan José Blangino                 |        | Hacemos Unidos por Córdoba                        |
| Río Seco           | Ernesto Ramón Flores               |        | Hacemos Unidos por Córdoba                        |
| Río Segundo        | Lucas Germán Valiente              |        | Unión Cívica Radical                              |
| Roque Sáenz Peña   | María Victoria Busso               |        | Hacemos Unidos por Córdoba                        |
| San Alberto        | Mariano Ceballos Recalde           |        | Hacemos Unidos por Córdoba                        |
| San Javier         | Enrique Rodolfo Rébora             |        | Hacemos Unidos por Córdoba                        |
| San Justo          | Gustavo Alejandro Tévez            |        | Hacemos Unidos por Córdoba                        |
| Santa María        | Lima Facundo Torres                |        | Hacemos Unidos por Córdoba                        |
| Sobremonte         | Marcelo Alejandro José Eslava      |        | Hacemos Unidos por Córdoba                        |
| Tercero Arriba     | Juan Pablo Peirone                 |        | Frente Cívico de Córdoba                          |
| Totoral            | Victor Eduardo Molina              |        | Unión Cívica Radical                              |
| Tulumba            | Sebastián Amadeo Peralta           |        | Construyendo Córdoba                              |
| Unión              | Carlos Edgardo Briner              |        | Unión Cívica Radical                              |
| Provincia          | Liliana Noldy Abraham              |        | Hacemos Unidos por Córdoba                        |
| Provincia          | María del Rosario Acevedo          |        | Hacemos Unidos por Córdoba                        |
| Provincia          | Karen Belén Acuña                  |        | Hacemos Unidos por Córdoba                        |
| Provincia          | Rodrigo María Agrelo               |        | Encuentro Vecinal Córdoba                         |
| Provincia          | Carlos Federico Alesandri          |        | Creo en Córdoba                                   |
| Provincia          | Nancy Edith Almada                 |        | Frente Cívico de Córdoba                          |
| Provincia          | Brenda Lis Austin                  |        | Unión Cívica Radical                              |
| Provincia          | Gustavo Armando Botasso            |        | Unión Cívica Radical                              |
| Provincia          | Patricia Isabel Botta              |        | PRO                                               |
| Provincia          | José Alberto Bría                  |        | Unión Cívica Radical                              |
| Provincia          | Karina Gabriela Bruno              |        | Córdoba                                           |
| Provincia          | María Victoria Busso               |        | Hacemos Unidos por Córdoba                        |
| Provincia          | Matías Ezequiel Chamorro           |        | Hacemos Unidos por Córdoba                        |
| Provincia          | Inés Mercedes Contrera             |        | Unión Cívica Radical                              |
| Provincia          | Luciana Gabriela Echevarría        |        | Movimiento de los Trabajadores Socialistas - FITU |
| Provincia          | Nadia Vanesa Fernández             |        | Hacemos Unidos por Córdoba                        |
| Provincia          | Alejandra Ferrero                  |        | Unión Cívica Radical                              |
| Provincia          | Abraham Galo                       |        | Hacemos Unidos por Córdoba                        |
| Provincia          | Daniela Soledad Gudiño             |        | Unión Cívica Radical                              |
| Provincia          | Matías Pablo Gvozdenovich          |        | Unión Cívica Radical                              |
| Provincia          | Gregorio Hernández Maqueda         |        | Mejor Futuro                                      |
| Provincia          | Daniel Alejandro Juez              |        | Frente Cívico de Córdoba                          |
| Provincia          | Carlos Bernardo Knipscheer Reyna   |        | Hacemos Unidos por Córdoba                        |
| Provincia          | Luis Leonardo Limia                |        | Hacemos Unidos por Córdoba                        |
| Provincia          | Carlos Mariano Lorenzo             |        | Hacemos Unidos por Córdoba                        |
| Provincia          | Viviana Raquel del Valle Martoccia |        | Frente Cívico de Córdoba                          |
| Provincia          | Verónica Fátima Navarro            |        | Hacemos Unidos por Córdoba                        |
| Provincia          | Miguel Osvaldo Nicolás             |        | Unión Cívica Radical                              |
| Provincia          | Walter Norberto Nostrala           |        | Frente Cívico de Córdoba                          |
| Provincia          | Pablo César Ovejeros               |        | Hacemos Unidos por Córdoba                        |
| Provincia          | Cristina Alicia Pereyra            |        | Hacemos Unidos por Córdoba                        |
| Provincia          | Ileana Quaglino                    |        | Hacemos Unidos por Córdoba                        |
| Provincia          | Natalia Soledad Quiñónez           |        | Hacemos Unidos por Córdoba                        |
| Provincia          | Delia Dolores Romero               |        | Hacemos Unidos por Córdoba                        |
| Provincia          | Dante Valentín Rossi               |        | Construyendo Córdoba                              |
| Provincia          | Rodrigo Miguel Rufeil              |        | Hacemos Unidos por Córdoba                        |
| Provincia          | Antonio Edgardo Russo              |        | Hacemos Unidos por Córdoba                        |
| Provincia          | Ignacio Antonio Sala               |        | PRO                                               |
| Provincia          | Miguel Ángel Siciliano             |        | Hacemos Unidos por Córdoba                        |
| Provincia          | Ricardo Roberto Sosa               |        | Hacemos Unidos por Córdoba                        |
| Provincia          | Agustín Alejandro Spaccesi         |        | La Libertad Avanza                                |
| Provincia          | Carmen Esther Suárez               |        | Hacemos Unidos por Córdoba                        |
| Provincia          | Ariela Yanina Szpanin              |        | Unión Cívica Radical                              |
| Provincia          | Oscar Humberto Tamis               |        | PRO                                               |

## Composición histórica
| 2019-2023          | 2019-2023                        | 2019-2023 | 2019-2023                                 |
| Distrito           | Legislador                       | Bloque    | Bloque                                    |
| ------------------ | -------------------------------- | --------- | ----------------------------------------- |
| Calamuchita        | Carlos Tomás Alesandri           |           | Hacemos por Córdoba                       |
| Capital            | Luis Leonardo Limia              |           | Hacemos por Córdoba                       |
| Colón              | Rodrigo Miguel Rufeil            |           | Hacemos por Córdoba                       |
| Cruz del Eje       | Alejandro Antonio Ruiz           |           | Hacemos por Córdoba                       |
| General Roca       | Ricardo Alberto Zorrilla         |           | Hacemos por Córdoba                       |
| General San Martín | María Adela Guirardelli          |           | Hacemos por Córdoba                       |
| Ischilín           | Tania Anabel Kyshakevych         |           | Hacemos por Córdoba                       |
| Juárez Celman      | Matías Marcelo Viola             |           | Hacemos por Córdoba                       |
| Marcos Juárez      | Julieta Rinaldi                  |           | Hacemos por Córdoba                       |
| Minas              | María Graciela Manzanares        |           | Hacemos por Córdoba                       |
| Pocho              | Raúl Guillermo Recalde           |           | Juntos por el Cambio                      |
| Punilla            | Miguel Ángel Ignacio Maldonado   |           | Identidad Peronista                       |
| Río Cuarto         | Franco Diego Miranda             |           | Hacemos por Córdoba                       |
| Río Primero        | Juan José Blangino               |           | Hacemos por Córdoba                       |
| Río Seco           | Gustavo Alberto Eslava           |           | Hacemos por Córdoba                       |
| Río Segundo        | Francisco José Fortuna           |           | Hacemos por Córdoba                       |
| Roque Sáenz Peña   | María Victoria Busso             |           | Hacemos por Córdoba                       |
| San Alberto        | Alfredo Altamirano               |           | Hacemos por Córdoba                       |
| San Javier         | Oscar Félix González             |           | Hacemos por Córdoba                       |
| San Justo          | Ramón Luis Giraldi               |           | Hacemos por Córdoba                       |
| Santa María        | Carolina Basualdo                |           | Hacemos por Córdoba                       |
| Sobremonte         | María Emilia Eslava              |           | Hacemos por Córdoba                       |
| Tercero Arriba     | Adrián Rubén Scorza              |           | Hacemos por Córdoba                       |
| Totoral            | Raúl Horacio Latimori            |           | Hacemos por Córdoba                       |
| Tulumba            | Isaac López                      |           | Hacemos por Córdoba                       |
| Unión              | Dardo Alberto Iturria            |           | Hacemos por Córdoba                       |
| Provincia          | Liliana Noldy Abraham            |           | Hacemos por Córdoba                       |
| Provincia          | Alberto Vicente Ambrosio         |           | Juntos por el Cambio                      |
| Provincia          | Orlando Víctor Arduh             |           | Córdoba Auténtica                         |
| Provincia          | Julio Alberto Bañuelos           |           | Hacemos por Córdoba                       |
| Provincia          | María Elisa Caffaratti           |           | Unión Cívica Radical                      |
| Provincia          | Darío Gustavo Capitani           |           | Juntos por el Cambio                      |
| Provincia          | Leandro Marín Carpintero         |           | Hacemos por Córdoba                       |
| Provincia          | Marisa Gladys Carrillo           |           | Unión Cívica Radical                      |
| Provincia          | Mariana Alicia Caserio           |           | Identidad Peronista                       |
| Provincia          | Juan Carlos Castro               |           | Hacemos por Córdoba                       |
| Provincia          | Matías Ezequiel Chamorro         |           | Hacemos por Córdoba                       |
| Provincia          | Juan Manuel Cid                  |           | Hacemos por Córdoba                       |
| Provincia          | Marcelo Cossar                   |           | Unión Cívica Radical                      |
| Provincia          | Patricia de Ferrari Rueda        |           | Unión Cívica Radical                      |
| Provincia          | Natalia de la Sota               |           | Hacemos por Córdoba                       |
| Provincia          | Soledad Cristina Díaz García     |           | Frente de Izquierda y de los Trabajadores |
| Provincia          | Luciana Gabriela Echevarría      |           | MST-Nueva Izquierda                       |
| Provincia          | Nadia Vanesa Fernández           |           | Hacemos por Córdoba                       |
| Provincia          | María Verónica Garade Panetta    |           | Unión Cívica Radical                      |
| Provincia          | Sara del Carmen García           |           | Hacemos por Córdoba                       |
| Provincia          | Aurelio Francisco García Elorrio |           | Encuentro Vecinal Córdoba                 |
| Provincia          | Daniela Soledad Gudiño           |           | Unión Cívica Radical                      |
| Provincia          | Diego Pablo Hak                  |           | Hacemos por Córdoba                       |
| Provincia          | Cecilia Irazuzta                 |           | Coalición Cívica ARI                      |
| Provincia          | Juan Rubén Jure                  |           | Unión Cívica Radical                      |
| Provincia          | María Laura Labat                |           | Hacemos por Córdoba                       |
| Provincia          | Luis Carlos Lencinas             |           | Hacemos por Córdoba                       |
| Provincia          | Carlos Mariano Lorenzo           |           | Hacemos por Córdoba                       |
| Provincia          | Miguel Ángel Majul               |           | Hacemos por Córdoba                       |
| Provincia          | Doris Fátima Mansilla            |           | Hacemos por Córdoba                       |
| Provincia          | María Rosa Marcone               |           | Encuentro Vecinal Córdoba                 |
| Provincia          | Herminia Natalia Martínez        |           | Hacemos por Córdoba                       |
| Provincia          | Silvia Gabriela Paleo            |           | Juntos por el Cambio                      |
| Provincia          | Cristina Alicia Pereyra          |           | Hacemos por Córdoba                       |
| Provincia          | María Andrea Petrone             |           | Hacemos por Córdoba                       |
| Provincia          | Alejandra Danila Piasco          |           | Hacemos por Córdoba                       |
| Provincia          | José Emilio Pihen                |           | Hacemos por Córdoba                       |
| Provincia          | Carlos Alberto Presas            |           | Hacemos por Córdoba                       |
| Provincia          | Walter Andrés Ramallo            |           | Hacemos por Córdoba                       |
| Provincia          | Benigno Antonio Rins             |           | Unión Cívica Radical                      |
| Provincia          | Dante Valentín Rossi             |           | Unión Cívica Radical                      |
| Provincia          | Milena Marina Rosso              |           | Hacemos por Córdoba                       |
| Provincia          | Patricio Eduardo Serrano         |           | Hacemos por Córdoba                       |
| Provincia          | Carmen Esther Suárez             |           | Hacemos por Córdoba                       |

| 2015-2019          | 2015-2019                        | 2015-2019 | 2015-2019                                 |
| Distrito           | Legislador                       | Bloque    | Bloque                                    |
| ------------------ | -------------------------------- | --------- | ----------------------------------------- |
| Calamuchita        | Silvia Gigena                    |           | Unión por Córdoba                         |
| Capital            | Javier Bee Sellares              |           | Unión Cívica Radical                      |
| Colón              | Carlos Alberto Presas            |           | Unión por Córdoba                         |
| Cruz del Eje       | José Eugenio Díaz                |           | Unión Cívica Radical                      |
| General Roca       | Víctor Abel Lino                 |           | Unión Cívica Radical                      |
| General San Martín | Nora Esther Bedano               |           | Unión por Córdoba                         |
| Ischilín           | Tania Anabel Kyshakevych         |           | Unión por Córdoba                         |
| Juárez Celman      | Matías Marcelo Viola             |           | Unión por Córdoba                         |
| Marcos Juárez      | Eduardo Germán Buttarelli        |           | Unión por Córdoba                         |
| Minas              | María Graciela Manzanares        |           | Unión por Córdoba                         |
| Pocho              | Hugo Oscar Cuello                |           | Unión por Córdoba                         |
| Punilla            | Hugo Alfonso Capdevilla          |           | Unión Cívica Radical                      |
| Río Cuarto         | Franco Diego Miranda             |           | Unión por Córdoba                         |
| Río Primero        | Verónica Elvira Gazzoni          |           | Unión Cívica Radical                      |
| Río Seco           | Gustavo Alberto Eslava           |           | Unión por Córdoba                         |
| Río Segundo        | Romina Cuassolo                  |           | Unión por Córdoba                         |
| Roque Sáenz Peña   | Fernando José Palloni            |           | Frente Cívico de Córdoba                  |
| San Alberto        | María A. Romero                  |           | Unión por Córdoba                         |
| San Javier         | Oscar Félix González             |           | Unión por Córdoba                         |
| San Justo          | Germán Néstor Pratto             |           | Unión por Córdoba                         |
| Santa María        | Walter Saieg                     |           | Unión por Córdoba                         |
| Sobremonte         | María Emilia Eslava              |           | Unión por Córdoba                         |
| Tercero Arriba     | José Luis Scarlatto              |           | Unión por Córdoba                         |
| Totoral            | Carlos Alberto Ciprian           |           | Unión Cívica Radical                      |
| Tulumba            | Isaac López                      |           | Unión por Córdoba                         |
| Unión              | Dardo Alberto Iturria            |           | Unión por Córdoba                         |
| Provincia          | Orlando Víctor Arduh             |           | Unión Cívica Radical                      |
| Provincia          | Graciela Susana Brarda           |           | Unión por Córdoba                         |
| Provincia          | Ilda Bustos                      |           | Unión por Córdoba                         |
| Provincia          | María Elisa Caffaratti           |           | Unión Cívica Radical                      |
| Provincia          | Manuel Fernando Calvo            |           | Unión por Córdoba                         |
| Provincia          | Héctor Oscar Campana             |           | Unión por Córdoba                         |
| Provincia          | Darío Gustavo Capitani           |           | Propuesta Republicana                     |
| Provincia          | Gustavo Carrara                  |           | Unión Cívica Radical                      |
| Provincia          | Mariana Alicia Caserio           |           | Unión por Córdoba                         |
| Provincia          | María del Carmen Ceballos        |           | Unión por Córdoba                         |
| Provincia          | Vilma Catalina Chiappello        |           | Córdoba Podemos                           |
| Provincia          | Miriam Gladys Cuenca             |           | Unión por Córdoba                         |
| Provincia          | Soher El Sukaria                 |           | Propuesta Republicana                     |
| Provincia          | Marcos César Farina              |           | Unión por Córdoba                         |
| Provincia          | Jorge Font                       |           | Unión Cívica Radical                      |
| Provincia          | Juan Martín Fresneda             |           | Córdoba Podemos                           |
| Provincia          | Aurelio Francisco García Elorrio |           | Encuentro Vecinal Córdoba                 |
| Provincia          | Carlos Mario Gutiérrez           |           | Unión por Córdoba                         |
| Provincia          | Daniel Alejandro Juez            |           | Frente Cívico de Córdoba                  |
| Provincia          | María Laura Labat                |           | Unión por Córdoba                         |
| Provincia          | Julián María López               |           | Unión por Córdoba                         |
| Provincia          | Miguel Ángel Majul               |           | Unión por Córdoba                         |
| Provincia          | Viviana Cristina Massare         |           | Propuesta Republicana                     |
| Provincia          | Carlos Vidan Mercado             |           | Unión por Córdoba                         |
| Provincia          | Liliana Rosa Montero             |           | Córdoba Podemos                           |
| Provincia          | Carmen Rosa Nebreda              |           | Córdoba Podemos                           |
| Provincia          | Miguel Osvaldo Nicolás           |           | Unión Cívica Radical                      |
| Provincia          | Adriana Miriam Oviedo            |           | Unión por Córdoba                         |
| Provincia          | Ana María del Valle Papa         |           | Unión por Córdoba                         |
| Provincia          | Daniel Alejandro Passerini       |           | Unión por Córdoba                         |
| Provincia          | Ezequiel Peressini               |           | Frente de Izquierda y de los Trabajadores |
| Provincia          | José Emilio Pihen                |           | Unión por Córdoba                         |
| Provincia          | Juan Pablo Quinteros             |           | Frente Cívico de Córdoba                  |
| Provincia          | Benigno Antonio Rins             |           | Unión Cívica Radical                      |
| Provincia          | Nilda Azucena Roldán             |           | Unión por Córdoba                         |
| Provincia          | Franco Gabriel Saillen           |           | Córdoba Podemos                           |
| Provincia          | Eduardo Pedro Salas              |           | Frente de Izquierda y de los Trabajadores |
| Provincia          | Fernando Edmundo Salvi           |           | Unión por Córdoba                         |
| Provincia          | Marina Mabel Serafín             |           | Frente Cívico de Córdoba                  |
| Provincia          | Marcela Noemí Tinti              |           | Frente Cívico de Córdoba                  |
| Provincia          | Sandra Beatriz Trigo             |           | Unión por Córdoba                         |
| Provincia          | Amalia Andrea Vagni              |           | Unión Cívica Radical                      |
| Provincia          | Laura Vilches                    |           | PTS - Frente de Izquierda                 |
| Provincia          | Ricardo Omar Vissani             |           | Unión por Córdoba                         |